# علي بابا (مسلسل)
علي بابا هو مسلسل كويتي عرض عام 1983.

## الممثلون
- إبراهيم الحربي في دور «علي بابا»
- جاسم النبهان في دور «المحتسب»
- أحمد الصالح في دور «الشاه بندر»
- كاظم القلاف في دور «الوالي»
- محمد السريع في دور «طبيب الوالي»
- ميعاد عواد في دور «ياقوتة»
- خليل زينل في دور «الملتزم»
- صالح حمد في دور «الحلاق أبو محمود»
- ماجد سلطان في دور «صنقور»
- جاسم الصالح في دور «صحقون»
- حسين نصير في دور «بهلول»
- إيمان العبيدي في دور «مرجانة»
- بدر الطيار في دور «حارس المحتسب»
- عبد الحميد الرفاعي في دور «عابر سبيل»
- أحمد جوهر في دور «حارس الوالي»
- نواف الشمري في دور «المنادي»
- محمد المنيع في دور «السلطان»
- غادة حمدي في دور «سلمى»
- عالية الزبيدي في دور «غادة»
- مسافر عبد الكريم
- عبد الرزاق خلف
- أحمد العامر
- وحيد عبد الصمد
- جورجيت حنا
- حسين الشطي
- محمود الراشد
- زهدي عبد اللطيف
- خضر عبد الله
- حبيب دشتي
- فتحي القطان
- علي عبد الهادي
- سناء فؤاد
- نوال عبد الرحمن
- حميدي المشعان
- نعيم البدري
- أحمد إسماعيل
- محمد الفهد